# San Isidro (partido)
San Isidro é um partido (município) da província de Buenos Aires, na Argentina. Em 2019 estimava-se que tinha 292 520 habitantes.